# 熱田東町
熱田東町（あつたひがしまち）は、愛知県名古屋市熱田区の町名。かつては瑞穂区にも存在した。現在、熱田区熱田東町が道路用地の僅かな区画に残存するのみである。2つの小字（字御田・森後）が設置されている。

## 地理
名古屋市熱田区熱田東町は、区北部から西部に位置する。町名整理によりほとんどの地域が他の町名に編入されたため、2022年現在は愛知県道224号熱田停車場線の道路用地にのみ残存する。東に森後町二丁目が、西に旗屋町が、南に新宮坂町・神宮一丁目および神宮三丁目・森後町が、北に森後町および森後町1丁目がそれぞれ接する。

### 字一覧
熱田東町には小字が残る。熱田東町とその前身である愛知郡東熱田村の小字を以下に示す。消滅した字については背景色    で示す。
| 字                     | 字                     |
| ---------------------- | ---------------------- |
| 池内（いけうち）       | 石亀（いしかめ）       |
| 伊勢ノ木（いせのき）   | 一之坪（いちのつぼ）   |
| 浮島（うきしま）       | 牛巻（うしまき）       |
| 内浜（うちはま）       | 梅ノ木（うめのき）     |
| 大間（おおま）         | 大新開（おおしんかい） |
| 金山（かなやま）       | 五本松（ごほんまつ）   |
| 桜田（さくらた）       | 沢上（さわうえ）       |
| 沢下（さわした）       | 三本松（さんほんまつ） |
| 宿亀（しゅくかめ）     | 新宮坂（しんぐうさか） |
| 神明前（しんめいまえ） | 外土居（そととい）     |
| 高蔵（たかくら）       | 竹ヶ鼻（たけがはな）   |
| 玉ノ井（たまのい）     | 花表先（とりいさき）   |
| 中田（なかた）         | 波寄（なみよせ）       |
| 花ノ木（はなのき）     | 浜新開（はましんかい） |
| 東起（ひがしおこし）   | 二野（ふたの）         |
| 古川田（ふるかわた）   | 文斉（ぶんさい）       |
| 丸山（まるやま）       | 御田（みた）           |
| 六ツ野（むつの）       | 桃ノ木（もものき）     |
| 森後（もりご）         | 夜寒（よさむ）         |
| 横田（よこた）         | 四ツ谷（よつや）       |
| 呼続（よびつぎ）       |                        |

## 歴史
愛知郡熱田の東部に該当し、1878年（明治11年）に愛知郡熱田村から分離した東熱田村を前身とする。町名整理が実施される以前は、熱田神宮東側から精進川の西側（現在でいう瑞穂区西部）や金山付近までに及ぶ一帯を含んだ。
大部分が江戸期まで熱田神領であった地域である。ただし字浮島（現在の瑞穂区浮島町付近）については、元禄年間に開発された熱田仁右衛門新田に該当する尾張藩領であった。国道1号などがあり交通の便が良いことから早くから工場や会社が設立された。
当地から瑞穂区、昭和区にかけては条里制の名残が散見され、かつては「一之坪」などの条里制由来の小字が見られたほか、現在でも方格式の地割などが見られるという。

### 行政区画の変遷
- 1878年（明治11年） - 愛知郡熱田村より東熱田村が分離する[1]。熱田仁右衛門新田を東熱田村に編入[7]。
- 1889年（明治22年） - 東熱田村が東古渡村が合併し古沢村東熱田となる。
- 1898年（明治31年） - 古沢村東熱田が熱田町に編入され、熱田町大字東熱田となる[1]。
- 1907年（明治40年）6月1日 - 名古屋市編入に伴い大字東熱田が熱田東町と改称される[1][9]。同時に一部の小字の表記を変更（字華表先を字花表先に、字一ノ坪を字一之坪に変更）[10]。
- 1908年（明治41年） - 南区成立に伴い、同区熱田東町となる[7]。
- 1925年（大正14年）
  - 8月5日 - 南区熱田東町字池内の一部が同区沢下町・池内町に、字沢下の一部が沢下町・池内町に、字外土居の一部が沢下町に、字中田の一部が中田町に、字波寄の一部が波寄町・沢下町に、字四ツ谷の一部が池内町に、字桜田の一部が沢下町・池内町・波寄町・桜田町にそれぞれ編入される[11]。
  - 8月15日 - 南区熱田東町字桜田の一部が中区熱田東町へ編入される[12]。これにより同区熱田東町が成立。
- 1931年（昭和6年）
  - 2月1日 - 南区熱田東町字大新開の一部が牛巻町に、字牛巻の一部が牛巻町・春敲町・直来町・宝田町・堀田通に、字伊勢ノ木・古川田・四ツ谷の各一部が須田町に、字竹ヶ鼻の一部が須田町・二野町・堀田通に、字二野の一部が牛巻町・平郷町・二野町・堀田通・豆田町にそれぞれ編入される[13]。東郊耕地整理組合第二区の換地処分による。
  - 4月1日 - 中区熱田東町字桜田および南区熱田東町字桜田の全部が南区桜田町に編入される[12]。
- 1937年（昭和12年）10月1日 - 南区熱田東町より、熱田区熱田東町と昭和区熱田東町が成立する[14]。
- 1938年（昭和13年）3月1日 - 熱田区熱田東町字浮島の一部が同区図書町3丁目に編入される[15]。
- 1939年（昭和14年）4月1日 - 熱田区熱田東町字池内・石亀・一之坪・大間の全部が六野町に、字竹ヶ鼻・四ツ谷・伊勢ノ木・古川田の各一部が六野町に、字梅ノ木の全部が三本松町1丁目に、字牛巻の一部が三本松町1丁目・花表町1丁目に、字金山の全部が金山町1丁目および2丁目・花町に、字五本松の全部が五本松町に、字三本松の一部が三本松町に、字沢上の全部が金山1丁目および2丁目・沢上町1丁目および2丁目に、字宿亀の一部が金山1丁目および2丁目・波寄町に、字沢下の全部が沢下町・六野町に、字新宮坂の一部が三本松町3丁目・新宮坂町に、字外土居の全部が外土居町・高蔵町に、字高蔵の全部が外土居町・高蔵町に、字玉ノ井の一部が玉ノ井町・夜寒町に、字中田の全部が中田町・高蔵町・六野町・横田町2丁目に、字波寄の全部が波寄町・金山町1丁目および2丁目に、字花ノ木の全部が金山町1丁目および2丁目・花町に、字花表先の全部が花表町1丁目および2丁目に、字大新開の一部が花表町1丁目および2丁目に、字東起の一部が花表町3丁目に、字文斉の一部が花表町3丁目・新宮坂町に、字二野の一部が六野町・三本松町1丁目に、字丸山の一部が三本松町3丁目・花表町3丁目・新宮坂町に、字御田の一部が三本松町1丁目および2丁目・森後町2丁目・新宮坂町に、字夜寒の一部が夜寒町に、字六ツ野の一部が六野町・森後町2丁目・横田町2丁目に、字森後の一部が森後町1丁目・玉ノ井町・新宮坂町に、字横田の一部が横田町1丁目および2丁目・六野町にそれぞれ編入される[16]。
- 1940年（昭和15年）7月1日 - 熱田区熱田東町字浮島の一部が同区伝馬町5丁目および6丁目に編入される[15]。
- 1944年（昭和19年）2月11日 - 昭和区熱田東町（字呼続の一部を除く）が瑞穂区に編入され、同区熱田東町となる[14]。また瑞穂区熱田東町に熱田区熱田東町の一部（字内浜・神明前・浜新開・桃ノ木の全部と字伊勢ノ木・浮島・牛巻・大新開・竹ヶ鼻・東起・二野・古川田・文斉・四ツ谷・呼続の各一部）が編入される[16][14]。 昭和区熱田東町字呼続の一部が熱田区熱田東町に編入される[17]。
- 1945年（昭和20年）9月26日 - 瑞穂区熱田東町字文斉の一部が同区新開町・桃園町・塩入町に、字大新開の一部が新開町・堀田通に、字東起の一部が新開町・堀田通・桃園町に、字桃ノ木の一部が桃園町・塩入町にそれぞれ編入される[18]。瑞穂耕地整理組合の換地処分による[注釈 4]。
- 1958年（昭和33年）1月16日 - 瑞穂区熱田東町字呼続の一部が熱田区に編入される[14][17][注釈 5]。
- 1960年（昭和35年）3月20日 - 瑞穂区熱田東町字浮島の一部が同区浮島町・内浜町に、字内浜の一部が浮島町・内浜町・明前町に、字神明前の一部が浮島町・内浜町・神穂通・南浜通に、字浜新開の一部が荒崎町・神穂通・南浜通・明前町にそれぞれ編入される[19][14]。南浜土地区画整理組合の換地処分による。
- 1978年（昭和53年）6月25日 - 熱田区熱田東町字三本松の一部が同区三本松町・花表町に、字花表先の全部が花表町にそれぞれ編入される[20]。
- 1979年（昭和54年）6月3日 - 熱田区熱田東町字宿亀の全部が同区波寄町に編入される[21][22]。
- 1980年（昭和55年）7月13日 - 熱田区熱田東町字玉ノ井の全部が同区玉の井町・森後町・横田二丁目に、字御田の一部が森後町・横田二丁目に、字六ツ野の全部が横田二丁目に、字森後の一部が森後町に、字横田の全部が横田二丁目・中田町に、字夜寒の一部が夜寒町・玉の井町にそれぞれ編入される[23][24]。
- 1981年（昭和56年）9月20日 - 熱田区熱田東町字浮島の全部が伝馬三丁目に、字新宮坂の鉄道用地を除く全部が同区神宮三丁目および四丁目に、字御田の道路用地を除く全部が神宮三丁目・森後町に、字森後の道路用地を除く全部が神宮一丁目および三丁目・森後町に、字呼続の一部が神宮四丁目・伝馬三丁目にそれぞれ編入される[25][24]。
- 1987年（昭和62年）11月24日 - 瑞穂区熱田東町字文斉の全部が同区新開町・桃園町に、字桃ノ木・呼続の各一部が桃園町にそれぞれ編入される[26][14]。
- 1990年（平成2年）11月5日 - 瑞穂区熱田東町字浮島の全部が同区浮島町・内浜町に、字内浜の全部が内浜町に、字神明前の全部が内浜町に、字浜新開の全部が荒崎町・神穂町・明前町に、字桃ノ木の全部が内浜町に、字呼続の全部が桃園町にそれぞれ編入される[27]。これに伴い瑞穂区熱田東町が消滅[14]。

### 年表
- 1912年（大正元年）12月 - 特許豆粕株式会社が払込資本金1万7500円で成立[28]。
- 1913年（大正2年）4月14日 - 亘粕製造会社の工場より出火[29]。

## 関連する人物
- 櫻井天壇 - 町内に居住し、同地で亡くなる